# Distrito de Llama (Mariscal Luzuriaga)
El distrito de Llama es uno de los ocho que conforman la provincia de Mariscal Luzuriaga, ubicada en el departamento de Áncash en el Perú.

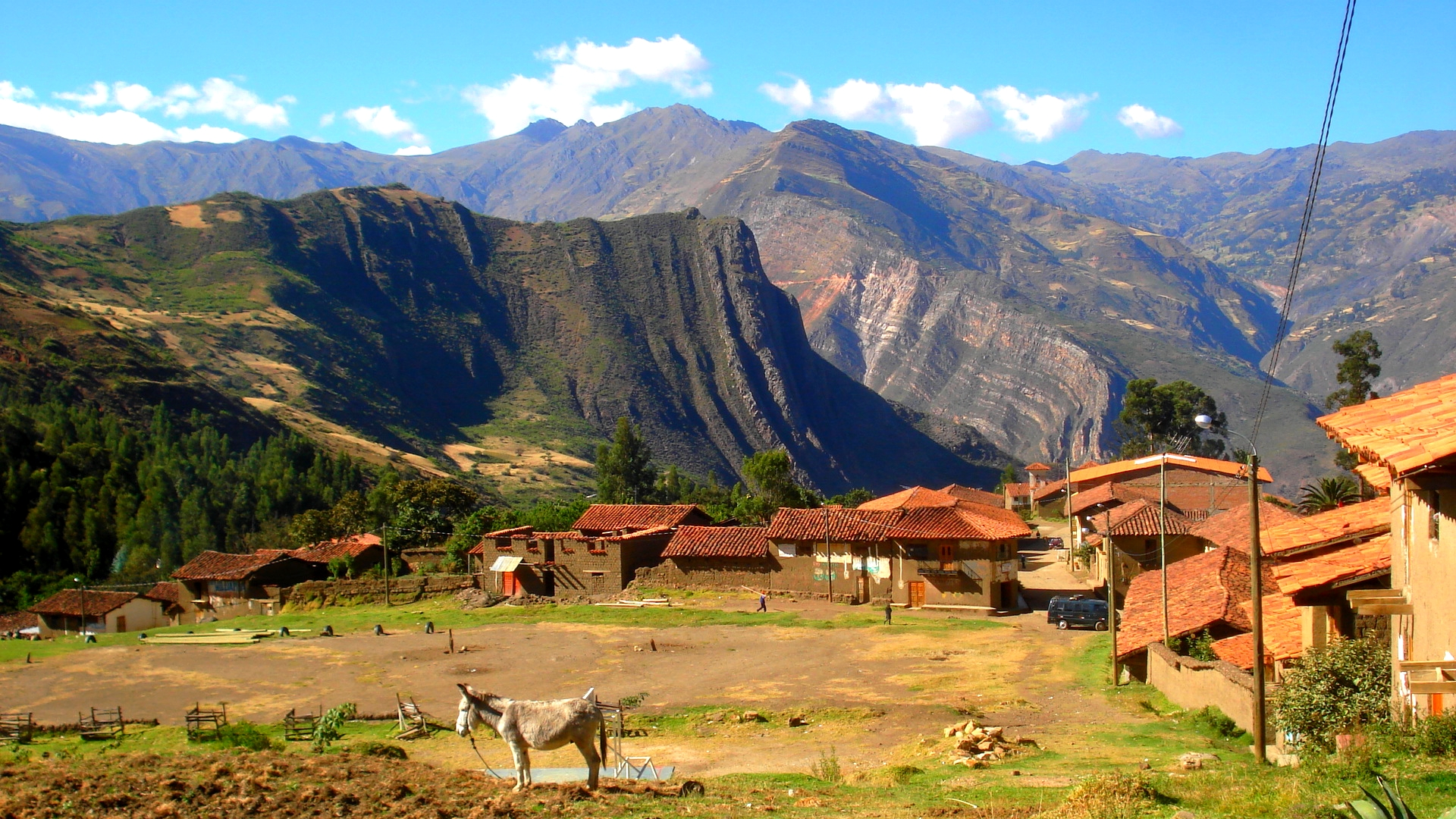
Vista de Llama, la capital distrital.

## Historia
Fue creado de acuerdo al Ley número 139 del 22 de noviembre de 1905, desmembrando el territorio del antiguo distrito de Piscobamba.

## Capital
Su capital, el pueblo de Llama, tiene una altitud de 2821 m.s.n.m y goza de un clima templado.

## Economía
La bondad del clima permite la existencia de huertos de frutales y hierbas aromáticas ya sea en las casas y en el campo: como ruda, inka muña, anís del campo, eucalipto, muña, molle, etc. Hasta la fecha subsiste el ganado caballar, gracias a la abundancia de alfalfa y presencia de domadores y herradores aficionados. Hace más de 12 años llegó la carretera, que antes de arribar a Piscobamba, se desvía de Vizcacha, pasando por Musga, y se llega a la ciudad de Llama, que cuenta con una pequeña plaza construida hace muchos años por la municipalidad a la salida a Pircay y Caviña Baja.
Al conmemorarse el centenario distrital, se tendió el puente de Pillata, sobre el río Yanamayo; dicho viaducto daba paso al Qapaq Nani (‘camino del Inca’). Hay hostales y restaurantes para atención de visitantes, comerciantes y turistas.
El caserío de gasga es uno de los pueblos del distrito de llama que se caracteriza por tener un clima propicio para el cultivo de todo tipo de plantas comestibles(hortalizas, tubérculos, cereales, frutas...)también encontramos algunas plantas medicinales y plantas ornamental. Así mismo los comuneros se dedican a la crianza de las diferentes clases de animales que viene a ser el principal fuente de ingreso que en su mayoría utilizan para el uso doméstico y para cubrir algunas necesidades del hogar.
desde su fundación es un pueblo hospitalario y acogedor que hasta hoy en día siempre demuestra con este ejemplo a los demás pueblos de la jurisdicción está rodeado por su cuatro cerros guardianes, campanayoj jirka, Huamanhuillca, huarapagana jirka y San Juan kucho.

## Festividades
Festividades según poblado:
- Llama (8 de diciembre).
  - Virgen Purísima: corrida de toros, huaridanza, auquindanza, ruco, negro
- Cárhuac (8 de mayo).
  - Señor de Mayo: negro, ruco
- Caviña (26 de julio).
  - San Felipe: negro, huanca, huanquilla
- Gasga (28 de septiembre).
  - San Miguel Arcángel: huanca, anti, huaridanza
- Lliuyaj (14 de septiembre).
  - Santa Cruz: negro, anti, huaridanza
- Meléndez (30 de agosto).
  - Santa Rosa de Lima: negro, huanca
- Pampamarca (24 de junio).
  - San Juan Bautista.
- Pampamarca (14 de septiembre).
  - Santa Cruz: negro, huanca, anti, auquindanza, ruco
- Pitej (8 de octubre).
  - Mama Llusha: huanquilla, negro
- Shiullá (4 de octubre). 
  - [San Francisco]:

## Ciudadanos destacados
- Fidel Olivas Escudero, nacido en 1850, obispo, diputado y escritor, falleció en 1935 en Ayacucho, donde ejerció su Obispado por un periodo de 35 años.
- Eudoxio H. Ortega: escritor, historiador y abogado, autor de varios libros como Historia General del Perú, Bolognesi: Titan del Morro, y Konchucos.
- Wenceslao Barrón Olivas. Diputado de la República en 2 períodos y alcalde de Huari.